# 수명고등학교
수명고등학교(壽命高等學校)는 대한민국 서울특별시 강서구 내발산동에 있는 공립 고등학교이다.

## 학교 연혁
- 2008년 12월 31일 : 수명고등학교 설립인가(30학급)
- 2009년 3월 1일 : 초대 박성천 교장 취임
- 2009년 3월 2일 : 제1회 입학식(10개학급 351명)
- 2010년 3월 2일: 제 2회 입학식(10개 학급 313명)
- 2009년 5월 19일 : 개교식
- 2012년 2월 9일 : 제1회 졸업식
- 2022년 9월 1일 : 제6대 복영숙 교장 취임
- 2023년 2월 10일 : 제12회 졸업식(남 83명, 여 97명 총 180명)
- 2023년 3월 2일 : 제15회 입학식(7개학급 194명)

## 참고 자료
- 수명고등학교 - 한국교육학술정보원 학교알리미